# ワック (メディア企業)
ワック株式会社は、雑誌・書籍等を発行する日本の出版社。

## 概要
月刊誌「WiLL」、不定期刊行のムック「歴史通」の発行（2020年4月終刊）、「ワックBUNKO」や「ワックBOOK」といった書籍を出版している。
他にテレビ番組・DVD・ビデオコンテンツの企画・制作・販売、デジタルコンテンツの企画・制作、コマーシャル映像の制作、インターネットのウェブの企画・制作及びコンピューターによる情報処理並びに情報提供サービス、各種セミナー・講演会・研修会等のイベントの企画・実施等を主な事業内容としている。

## グループ会社
- 株式会社ウイルアライアンス
- フイルムヴォイス株式会社

## 訴訟
- 月刊誌WiLLが土井たか子（社会民主党元党首）を在日朝鮮人と決めつける虚偽内容の記事を掲載し、土井から名誉毀損で提訴された。地裁、高裁、最高裁のすべてでワック・マガジンズが敗訴し200万円の賠償を命じられる[1]。
- やはりWiLLの、2018年の号で「安田純平の謎」と題し、「中東でよく行われている人質ビジネスでは？と邪推してしまう」などと関与していたように書き、当人に名誉毀損で提訴される。2021年10月、賠償命令[2]。